# Calling All Angels
"Calling All Angels" (Tiếng Việt: "Tiếng gọi các thiên thần") là tên một bài hát của ban nhạc Rock Mỹ Train năm 2003. Bài hát nằm trong album phòng thu thứ ba của ban nhạc My Private Nation, có sự hợp tác với nhà sản xuất Brendan O'Brien.
Bài hát là đĩa đơn đầu tiên được phát hành từ album My Private Nation năm 2003 và đạt vị trí thứ 19 trên bảng xếp hạng Billboard Hot 100. Bài hát cũng có ba tuần đứng đầu bảng xếp hạng Billboard Hot Adult Contemporary Tracks cũng trong năm đó. Bài hát có sự kết hợp với tiếng guitar thép nặng của Greg Leisz.
"Calling All Angels" đã nhận được hai đề cử Giải Grammy trong lễ trao giải vào tháng 2 năm 2004. Ở hạng mục Trình diễn Song ca/ Nhóm nhạc Rock xuất sắc nhất, bài hát đã thua "Disorder in the House" của Bruce Springsteen và Warren Zevon; còn ở hạng mục Bài hát Rock hay nhất, bài hát chiến thắng lại là "Seven Nation Army" của The White Stripes.. Bài hát cũng trở nên nổi tiếng khi xuất hiện trong một số chương trình truyền hình như "One Tree Hill" hay là bài hát chủ đề trong chương trình y tế thực tế ngắn 3 Ibs. Train cũng từng biểu diễn bài hát tại Pepsi Super Bowl Smash năm 2006.
Bài hát cũng là ca khúc không chính thức của đội bóng chày Los Angeles Angels of Anaheim; được bật lên ở sân vận động Angels trong mỗi trận đấu năm 2010, trong khi màn hình lớn chiếu những khoảnh khắc lịch sử của đội bóng. Ngoài ra Train còn biểu diễn bài hát trực tiếp tại Home Run Derby of the 2010 All-Star Game cũng tổ chức tại sân vận động Angels.
Bài hát cũng xuất hiện trong tập "The Second Change" của CSI: NY và trong mùa thứ ba của "Smallville".
Bài hát cũng từng được xuất hiện vài phút trong một bản cover của Train "Joy to the World" cho album lễ hội của nhóm năm 2012 A Very Special Christmas: 25 Years Bringing Joy to the World.

## Danh sách track
Đĩa đơn 2003:
1. "Calling All Angels"
2. "Fascinated"
3. "Landmine"
4. "Calling All Angels" (Video)

Promo của Mexico:
1. Calling All Angels (Bản Radio)
2. Calling All Angels (Bản Album)

## Bảng xếp hạng[3]
| Xếp hạng (2003–04)                  | Vị trí cao nhất |
| ----------------------------------- | --------------- |
| US Billboard Hot 100                | 19              |
| US Billboard Mainstream Top 40      | 24              |
| US Billboard Adult Top 40           | 1               |
| US Billboard Adult Contemporary     | 1               |
| US Billboard Mainstream Rock Tracks | 40              |